# Church of Misery
Church of Misery (チャーチ・オブ・ミザリー, Chāchi obu Mizarī) est un groupe de doom metal japonais, originaire de Tokyo. Il est formé en 1995 par le bassiste Tastu Mikami.

## Biographie
Church of Misery est formé à la fin des années 1990. Le groupe est initialement formé de Yoshiaki Negishi (ancien chanteur de Coffins), Tomohiro Nishimura (guitare), Tatsu Mikami (basse), et Hideki Shimizu (batterie).
Après quelques sorties avec des labels indépendants, ils sortent un EP intitulé Murder Company en 1998 avec Man's Ruin Records, puis vont chez Southern Lord Records pour sortir leur premier album, Master of Brutality. En 2004, ils sortirent leur second album, The Second Coming. Cette même année, le label japonais Leaf Hound Records sorti une compilation de leurs débuts. Plus récemment, ils sortent trois split EP, deux avec Sourvein, et un avec Deer Creek. Ils publient aussi un DVD live de leur tournée européenne en 2005. En 2006, ils jouent en Europe avec Sourvein. Ils jouent au Roadburn Festival en 2008, 2009, 2010 et 2012.
En 2014, Church of Misery tourne en Europe trois fois, la première avec Monster Magnet. Après leur tournée d'été, le chanteur Hideki Fukasawa, le guitariste Ikuma Kawabe et le batteur Junji Narita quittent tous en même temps le groupe, laissant Mikami comme unique membre. Au nouvel an 2015, sur la page Facebook du groupe, Tatsu Mikami annonce un nouvel album, et s'envole pour le Maryland, aux États-Unis en mai pour deux semaines d'enregistrement pour le sixième album, And Then There Were None, avec Dave Szulkin (Blood Farmers), Eric Little (Earthride) et Scott Carlson (ex-Cathedral, Repulsion). En avril 2017 Tatsu Mikami annonce le recrutement de trois membres permanents : le chanteur Hiroyuki Takano, le guitariste Yasuto Muraki et le batteur Junichi Yamamura.

## Style musical

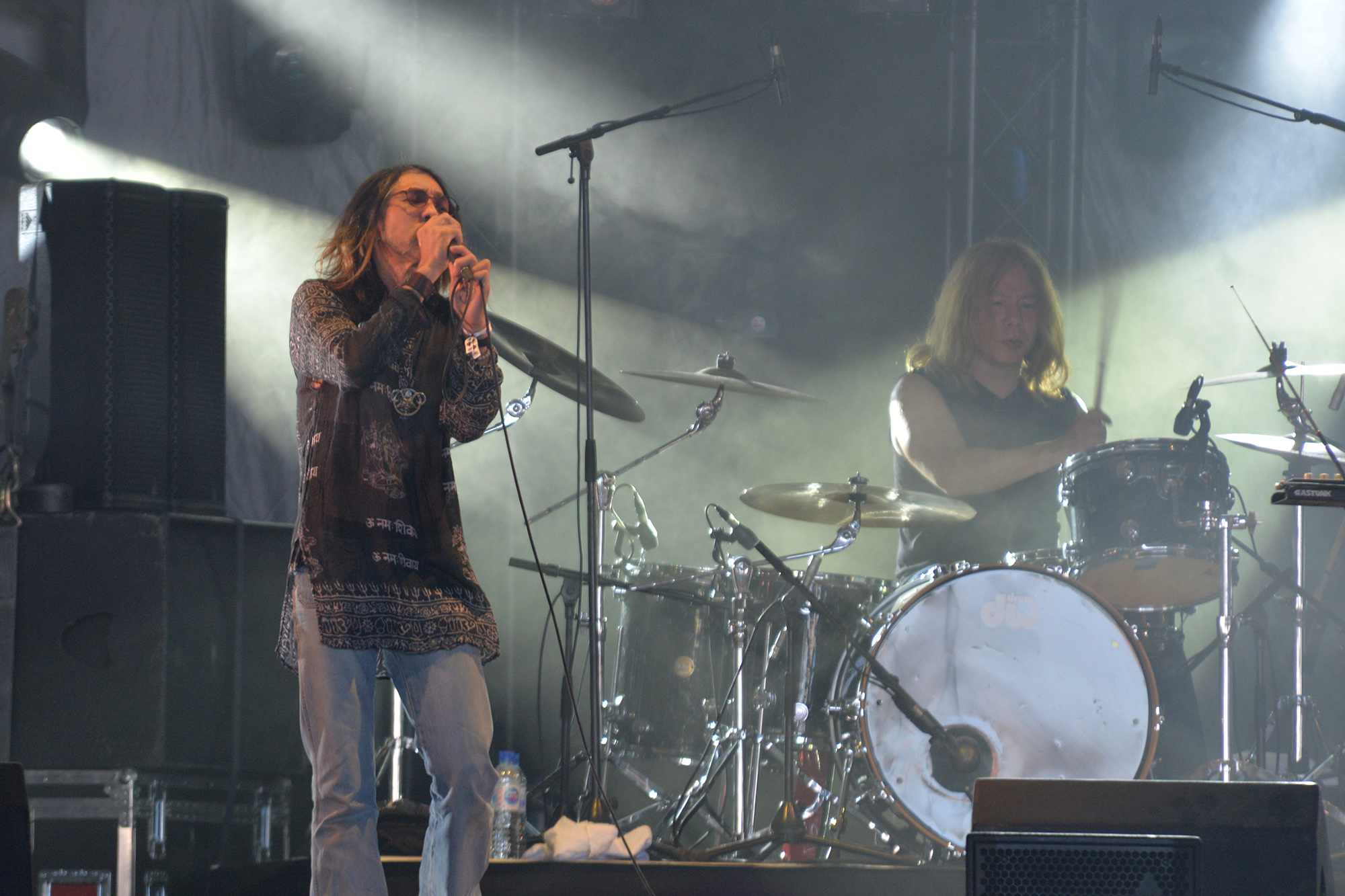
Church of Misery au Hellfest 2018.

Le style musical de Church of Misery mélange un côté doom metal des débuts de Black Sabbath avec du rock psychédélique. Comme le groupe de death metal américain Macabre, la plupart de leurs chansons parlent de différents tueurs en série. Le groupe s'inspire aussi de Kyuss, et Saint Vitus.

## Membres

### Membre actuel
- Tatsu Mikami - basse (depuis 1995)
- Hiroyuki Takano - chant
- Yasuto Muraki - guitare
- Junichi Yamamur - batterie

### Anciens membres
- Tomohiro Nishimura - guitare (1995-2000)
- Kazuhiro Asaeda - chant (1995)
- Hideki Shimizu - batterie (1995-2004)
- Nobukazu Chow - chant (1996-1998)
- Yoshiaki Negishi - chant (1999-2004)
- Junji Narita - batterie (2000-2014)
- Osamu Hamada - guitare (2001)
- Takenori Hoshi - guitare (2002-2006)
- Hideki Fukasawa - chant, synthétiseur (2004–2009, 2012-2014)
- Tom Sutton - guitare (2006–2010)
- Kensuke Suto - guitare (2010-2011)

### Membres de session
- Scott Carlson - chant (2015-2016)
- Dave Szulkin - guitare (2015-2016)
- Eric Little - batterie (2015-2016)

## Discographie

### Albums studio
- 2001 : Master of Brutality
- 2004 : The Second Coming
- 2006 : Master of Brutality
- 2006 : The Second Coming
- 2007 : Vol. 1 (LP)
- 2009 : Houses of the Unholy
- 2013 : Thy Kingdom Scum
- 2016 : And Then There Were None…
- 2023: Born under a Mad Sign

### Splits
- 1997 : Vol 1 (Bootleg d'un premier album inédit ; Doom Records)
- 1998 : Born Too Late (avec Sheavy)
- 1998 : We've Learned Nothing / Murder Company (split CD avec Iron Monkey)
- 2003 : split CD avec Acrimony

### EP
- 1998 : Taste the Pain
- 2002 : Boston Strangler 12" EP/MCD
- 2006 : split 7" avec Sourvein
- 2006 : split 7" avec Sourvein
- 2006 : split 12" EP avec Deer Creek

### Albums live
- 1998 : Live From the East (split cassette avec Millarca ; distribué par le groupe)
- 2005 : Wizard's Convention: Japanese Heavy Rock Showcase (DVD)
- 2006 : Houses of the Unholy (DVD)
- 2006 : Live in Red, Eurotour 2005 (DVD)

### Compilations
- 1997 : Where Evil Dwells (Richard Ramirez) et Spahn Ranch (Charles Manson) (sur Doomsday Recitation)
- 1999 : Come Touch the Sky (sur Bastards Will Pay: Tribute to Trouble)
- 2000 : Accident (sur King of the Witches: Black Widow Tribute)
- 2000 : Chains of Death (sur Beyond the Realms of Death SS)
- 2000 : Sick of Living (Zodiac) (sur Stone Deaf Forever)
- 2002 : Lucifer Rising (Live) (sur Blood Curdling Nightmare)
- 2004 : Early Works Compilation